# Acer japonicum
Acer japonicum és una espècie de planta amb flors del gènere Acer dins la família de les sapindàcies (Sapindaceae) natiu del Japó, incloses les illes Kurils.

## Descripció
És un arbret caducifoli que normalment fa 5–10 m d'alt (rarament 15 m). La seva escorça és llisa en els arbres joves i esdevé rugosa en els arbres vells. Lesfulles són arrodonides, 7–15 cm de diàmetre amb 9–13 (rarament 7) lòbuls serrats; el pecíol fa 2–4 cm de llargada i és pilós. A la tardor les fulles es tornen de color taronja brillant a vermell fosc. Les flors amb un cm de diàmetre es disposen en corimbes. El fruit és una sàmara amb les llavors de 7 mm de diàmetre i les ales de 20–25 mm.
L'espècie Acer shirasawanum hi està estretament emparentada.

## Cultiu
A. japonicum sovint es cultiva com planta ornamental en regions de clima temperat de tot el món i sovint en forma arbustiva.
Les seves condicions de creixement són similars a les de l'auró Acer palmatum.
Se n'han seleccionat nombrosos cultivars, com per exemple, A. japonicum 'Vitifolium'). o 'Aconitifolium'